# ローストフトの海戦
ローストフトの海戦（英: Battle of Lowestoft, 蘭: Zeeslag bij Lowestoft）は、第2次英蘭戦争における海戦の1つで、イングランド艦隊とネーデルラント連邦共和国（オランダ）艦隊が1665年6月13日（ユリウス暦6月3日）に現在のイギリス・ローストフト沖で衝突した。

## 戦闘
第2次英蘭戦争が勃発するとそれぞれの陣営は海軍編成に乗り出した。イングランドは国王チャールズ2世の弟で海軍卿のヨーク公ジェームズがカンバーランド公ルパート・サンドウィッチ伯爵エドワード・モンタギューと協議して船の戦列を単縦陣として決して離れないことなどを打ち合わせ、5月初旬に109隻の艦隊を率いて出撃した。対するオランダはヤコブ・ファン・ヴァッセナール・オブダムを司令官、ヤン・エヴェルトセンとコルネリス・トロンプをその下に就けて103隻の艦隊を整えた。
5月は小競り合いに終始したが、6月11日にイングランド艦隊はテムズ川河口から北へ進み、イングランド東部のローストフトに停泊した。オランダ艦隊はその日の内に現れ、2日間風上を狙いつつ牽制した末に両軍は13日に交戦した。イングランドはルパートがロイヤル・ジェイムズに乗り先頭の白色艦隊を指揮、ヨーク公は旗艦ロイヤル・チャールズに乗って中央の赤色艦隊を、サンドウィッチはプリンス・ロイヤルで青色艦隊の指揮を執っていた。
風は南西でイングランド艦隊は風上を取りつつ北上、オランダ艦隊は北西に進み互いに砲撃、接近したオランダ艦隊が南へ反転して先頭がイングランド艦隊の後列と並ぶと、ヨーク公は反転を命じ、オランダ艦隊がまだ反転を完了していない中で素早く急転回して接近戦を挑んだ。この反転で艦隊の順番は入れ替わり先頭からサンドウィッチ・ヨーク公・ルパートとなり、サンドウィッチはオランダ艦隊先頭のオブダム旗艦を相手取り、ヨーク公が救援に向かい交代するとオランダ艦隊の列に割り込んでいった。
ヨーク公のロイヤル・チャールズはオブダム旗艦や先頭艦隊と激戦を繰り広げ、イングランド艦隊が次々と援軍に駆けつけたのと対照的にオランダ艦隊の後続艦は旗艦から離れていき、ロイヤル・チャールズの砲撃で旗艦は爆発してオブダムは戦死、エヴェルトセンが指揮を引き継いだが、劣勢を覆せずオランダ本土のロッテルダム郊外へ敗走、トロンプは戦場に留まり戦っていたが本隊の敗走を受けテセルを目指して離脱していった。
イングランド艦隊は1隻と300人から500人を失っただけで被害は少なく、オランダ艦隊に17隻、死者2000人から2500人、捕虜2000人もの大損害を与えて大勝利を飾った。しかし、戦後の会議で王位継承者であるヨーク公を危険に晒す訳に行かないというチャールズ2世らの判断でヨーク公は以後戦場に出ることは無くなり、イングランドで後方支援に回された。ルパートとサンドウィッチは海軍に残ったが、サンドウィッチは不正疑惑でスペイン大使に転属、かつて海軍を率いていたアルベマール公ジョージ・マンクがイングランド海軍に復帰した。オランダは海軍の再編成に全力を尽くし、オブダムの後任としてミヒール・デ・ロイテルを司令官に任命、翌1666年に反撃を試みイングランド海軍と再び戦端を開いていった（4日海戦）。